# Історія Лівії за часів Муаммара Каддафі
1 вересня 1969 року невелика група офіцерів на чолі з 28-річним армійським офіцером Муаммаром Каддафі влаштували державний переворот проти короля Ідріса, який був висланий до Єгипту. Новий режим, на чолі з Радою революційного командування (РРК), скасував монархію і проголосив Лівійську Арабську Республіку. Каддафі став лідером РРК і нарешті став, де-факто, головою держави аж до нової революції та смерті у 2011 році. При цьому уряд Каддафі завжди офіційно наголошував, що сам Каддафі взагалі не займав жодної посади.
Каддафі дотримувався своєї власної політичної системи — поєднання соціалізму і ісламу, — яку він називає третьою загальною теорією.
Девіз Джамахірії «Свобода, соціалізм і єдність». Революційний уряд зобов'язався виправити «відсталість», допомогти палестинським арабам, сприяти арабській єдності, а також провадити внутрішню політику, засновану на соціальній справедливості, не експлуатації і справедливому розподілу багатств. Першочерговою метою діяльності нового уряду було виведення всіх іноземних військових об'єктів з Лівії. Після переговорів британські військові об'єкти в Тобрук і Ель-Адем були закриті у березні 1970, у червні того ж року — виведені з найбільшої в регіоні американської військово-повітряної бази Уїлус-Філд, передмістя Триполі. Наступні кроки: видалення з країни італійських колоністів, поетапна націоналізація власності іноземних нафтових монополій, банків, страхових компаній, перехід на планове господарювання, розробка програм соціального розвитку.

## Війська

### Спроби отримання ядерної та хімічної зброї
У 1972 році Каддафі спробував купити ядерну бомбу у Китайської Народної Республіки. Потім він спробував отримати бомбу у Пакистану, але Пакистан розірвав свої зв'язки, перш ніж йому вдалося створити бомбу. У 1978 році Каддафі звернувся до суперника Пакистану, Індії, за допомогою в створенні власної ядерної бомби. У липні 1978 року Лівія і Індія підписали меморандум про взаєморозуміння щодо співробітництва в мирному використанні ядерної енергії в рамках індійської політики «Атом миру». У 1991 році тодішній прем'єр-міністр Наваз Шариф здійснив державний візит до Лівії, щоб провести переговори про просування угоди про вільну торгівлю між Пакистаном і Лівією. Однак Каддафі зосередився на тому, щоб вимагати від прем'єр-міністра Пакистану продати йому ядерну зброю, що здивувало багатьох членів делегації прем'єр-міністра і журналістів. Коли прем'єр-міністр Шариф відмовився від вимоги Каддафі, Каддафі проявив до нього неповагу, назвавши його «корумпованим політиком» — термін, який образив і здивував Шарифа. Прем'єр-міністр скасував переговори, повернувся в Пакистан і вислав лівійського посла з Пакистану.
Таїланд повідомив, що його громадяни допомогли побудувати сховища нервово-паралітичного газу. Німеччина засудила бізнесмена Юргена Хіппенштіля-Імхаузена до п'яти років в'язниці за причетність до лівійського хімічної зброї. Інспектори від Конвенції про заборону хімічної зброї (CWC) підтвердили в 2004 році, що Лівія володіє запасами з 23 тонн іприту і більше 1300 тонн хімічних прекурсорів.

### Інцидент в затоці Сидра та бомбардування Лівії
Коли Лівія виявилася під тиском міжнародних суперечок, 19 серпня 1981 року відбувся повітряний бій над затокою Сідра в Середземному морі. В ході цього повітряного бою американські винищувачі F-14 «Томкет» випустили зенітні ракети по угрупованню лівійських винищувачів і збили два лівійських штурмовика Су-22. Ця військово-морська акція була результатом претензії до території і втрат від попереднього інциденту. Другий повітряний бій стався 4 січня 1989 р.; авіаносні літаки США також збили в тому ж місці два лівійських МіГ-23-С.
Аналогічний інцидент стався 23 березня 1986 року; під час патрулювання затоки військово-морські сили США атакували значні військово-морські сили і різні об'єкти ЗРК, що захищають територію Лівії. Винищувачі та винищувачі-бомбардувальники США знищили пускові установки ЗРК і потопили різні військово-морські судна, в результаті чого загинуло 35 моряків. Це був захід у відповідь на напади в період з червня по грудень 1985 року.
5 квітня 1986 року лівійські агенти підірвали нічний клуб «La Belle» в Західному Берліні, убивши трьох і поранивши 229 осіб. План Каддафі був перехоплений кількома національними спецслужбами, а більш детальна інформація була отримана чотири роки по тому з архівів Штазі. Лівійські агенти, які проводили операцію, з посольства Лівії в Східній Німеччині, були притягнуті до відповідальності об'єднаною Німеччиною в 1990-х роках.
У відповідь на вибух у дискотеці 15 квітня 1986 року відбулися спільні авіаудари ВПС США, ВМС і Корпусу морської піхоти проти Лівії під кодовою назвою «Каньйон Ельдорадо», відомі як бомбардування Лівії 1986 року. Бомбардувань зазнали протиповітряна оборона, три армійські бази і два аеродроми в Триполі і Бенгазі. Удари не призвели до загибелі Каддафі, але він втратив кілька десятків військових. Каддафі поширював пропаганду про те, як вони вбили його «прийомну доньку» і що жертвами стали всі «мирні жителі». Незважаючи на варіації історій, кампанія була успішною, і велика частина західної преси представила урядові розповіді як факти.
Після бомбардування Лівії 1986 року Каддафі посилив свою підтримку антиамериканських урядових організацій. Він фінансував фракцію Джеффа Форту Аль-Рукн з банди Чикаго Блек П. Стоунз, яка перетворилася в місцевий антиамериканський збройний революційний рух. Члени Аль-Рукн були заарештовані в 1986 році за підготовку ударів від імені Лівії, в тому числі за вибухи урядових будівель США і збитий літак; Обвинувачені Аль-Рукн були засуджені в 1987 році за «пропозицію здійснити вибухи і вбивства на території США за лівійську плату». У 1986 році державне телебачення Лівії оголосило, що Лівія готує загони смертників для нападу на американські та європейські інтереси. Він знову почав фінансування ІРА в 1986 році, щоб помститися британцям за укриття американських літаків-винищувачів.
Каддафі оголосив, що він здобув вражаючу військову перемогу над США, і країна була офіційно перейменована в «Велику соціалістичну народну Лівійської Арабської Джамахірії». Однак його промова виглядала позбавленої пристрасті, і навіть святкування «перемоги» виглядало незвичайним. Критика Каддафі з боку звичайних лівійських громадян стала сміливішою, наприклад, псування плакатів Каддафі. Рейди проти лівійських збройних сил привели уряд до самого слабкого місця за 17 років.

## Міжнародні відносини

### Африка
Лівійське керівництво завжди розглядало африканський напрям своєї зовнішньої політики, як один з найважливіших. В різний час Лівія надавала військову допомогу урядам і повстанським групам Беніну, Гамбії, Буркіна-Фасо, Ліберії, Сомалі, Ефіопії, С'єрра-Леоне, ЦАР, її звинувачували в спонсоруванні переворотів в Сенегалі, Тунісі, Того, Мавританії, Уганді, Судані, повстанських рухів в Сенегалі і Західній Сахарі. Каддафі намагався об'єднати Лівію з Єгиптом, Сирією, Марокко, Алжиром, Тунісом, Суданом і навіть Мальтою. Він встановив зв'язки з багатьма диктаторами Африки і інших регіонів світу, активно допомагав їм. Муаммар Каддафі, зацікавлений в зменшенні впливу Ізраїлю в Африці, пообіцяв диктаторові Уганди Іді Аміну солідну допомогу — матеріальну і військову. Військові підрозділи лівійської армії і паравійськові формування брали пряму участь в Угандійсько-танзанійській війні на стороні Іді Аміна. Після падіння Кампали Муаммар Каддафі прийняв у себе Аміна і багатьох його прибічників, обвинувачених в жорстоких злочинах проти свого народу. [Архівовано 22 червня 2009 у Wayback Machine.]
За шість місяців він прийме у себе ще одного диктатора — імператора Центральноафриканській республіці Жан-Беделя Бокассу, поваленого французьким спецназом під час його візиту до Лівії.

### Каддафі та міжнародний воєнізований рух супротиву
У 1971 році Каддафі попередив, що якщо Франція виступить проти лівійської військової окупації Чаду, він використовуватиме всю зброю у війні проти Франції, включаючи «революційну зброю». 11 червня 1972 року Каддафі оголосив, що будь-який араб, який бажає вступити до лав палестинських бойовиків, «може зареєструвати своє ім'я в будь-якому посольстві Лівії, отримає відповідну підготовку для ведення бою». Він також пообіцяв фінансову підтримку нападів. 7 жовтня 1972 року Каддафі похвалив бійню в аеропорту Лод, здійснену комуністичною Червоною армією Японії, і зажадав від палестинських груп здійснити аналогічні напади.
Полковник Каддафі надавав підтримку воєнізованим угрупуванням, у тому числі Ірландській республіканській армії (ІРА), Організації звільнення Палестини (ОЗП), вірменській воєнізованої організації АСАЛА, курдам в Туреччині, Іраку й Ірані, італійським «Червоним бригадам», німецькій RAF, шотландським і валлійським сепаратистам і баскам у Франції й Іспанії, намібійським повстанцям СВАПО тощо
За часів Каддафі Лівія мала довгу історію підтримки Ірландської республіканської армії. Наприкінці 1987 р. французька влада зупинила торгове судно MV Eksund, яке доставляло 150-тонну лівійську партію зброї до ІРА. У Великої Британії найвідомішою політичною філією Каддафі є Робітнича революційна партія.
У 1980-х роках уряд Лівії закупив в австралійських газетах рекламу на арабській мові з проханням до австралійських арабів приєднатися до військових частин його всесвітньої боротьби проти імперіалізму. Частково через це Австралія заборонила вербування іноземних найманців в Австралії.
Каддафі налагодив стосунки з Революційними збройними силами Колумбії, познайомившись з її лідерами на зустрічах революційних угруповань, які регулярно проходили в Лівії.

### Війна в Чаді
Після приходу до влади Каддафі зробив кроки для вирішення давньої територіальної суперечки між Чадом і Лівією. Предметом суперечки був район Аузу, смуга уздовж кордону країн, яку за італійсько-французьким договором 1935 передбачалося передати до складу італійських володінь, тобто до Лівії. Використавши громадянську війну в Чаді, Лівія встановила контроль над спірною зоною, з відома повстанських формувань, яким надавала військову і матеріальну підтримку. Певну роль в мотивації Каддафі в даному випадку зіграли дані геологічних досліджень, що вказували на можливу присутність покладів урану в Аузу
Після приходу до влади в Чаді своїх клієнтів на чолі з Гукуні Уеддеєм, Лівія намагалася узаконити перехід спірного регіону під її адміністрацію, і висувалися навіть проекти об'єднання країн під єдиним прапором, проте здійсненню перешкодили протести світової спільноти, що розглядали дії Лівії в даному випадку як спробу анексії суверенної держави, а також відновлення громадянської війни.
У 1980-х роках лівійська армія відкрито брала участь в конфлікті, опонентів Уеддея, очолюваних Гіссеном Габре, підтримуваного Францією і США. По деяких відомостях, в зоні бойових дій у складі лівійських військ були присутні радянські і східнонімецькі радники.
Війна скінчилася поразкою Уеддея і лівійців; у 1989 році підписаний договір про врегулювання конфлікту, питання про Аузу вирішено було винести на розгляд в Міжнародному суді в Гаазі. У 1994 році суд виніс вердикт про приналежність спірного регіону Чаду, після чого Лівія вивела свої війська.

### Єгипетсько-Лівійська війна
Одночасно із спробою приєднати Чад Лівія робила спроби об'єднання з Тунісом і Алжиром. Агресивна політика Лівії привела до ускладнення стосунків з сусідами. Весною 1976 Єгипет, а потім Туніс і Судан, звинуватили Лівію в організації і фінансуванні їх внутрішніх опозиційних кругів. У липні Каїр і Хартум висунули прямі звинувачення проти Триполі в підтримці невдалої спроби перевороту проти суданського президента Німейрі. А вже в серпні почалася концентрація єгипетських військ на лівійському кордоні. Після погіршення стосунків з Єгиптом багато єгиптян, що працювали в Лівії, були вимушені її покинути.
20 липня 1977 лівійська артилерія вперше відкрила вогонь по єгипетських прикордонних постах в районі ас-Саллум і Халфайя. У відповідь президент Єгипту Анвар Садат віддав наказ своїм військам перейти кордон сусіда і завдати бомбових ударів по Лівії. Військові дії між двома країнами йшли до 25 липня і закінчилися нічиєю. Підписання Єгиптом мирної угоди з Ізраїлем в 1979 остаточно підірвало основу єгипетсько-лівійських стосунків. Лівія розцінила цей крок Садата не інакше, як зрада загальноарабської справи. Двосторонні зв'язки між Єгиптом і Лівією почали знов налагоджуватися після того, як Єгипет повернувся в 1989 році в ряди ЛАД.

### «Справа Локербі»
У 18.00 21 грудня 1988 року пасажирський Boeing 747 американської авіакомпанії Pan American World Airways, виконуючи рейс № 103 з Лондону до Нью-Йорку, вилетів з аеропорту Хітроу британської столиці. Рівно за годину літак пропав з радарів авіадиспетчерів, а в 19.08 аварійні служби зафіксували потужний вибух на висоті 10 тис. метрів над шотландським містом Локербі. За кілька хвилин палаючи уламки літака, звалилися на бензоколонку в житловому кварталі міста. Загинули 270 осіб, всі пасажири літака і члени екіпажа, а також люди, що знаходилися в районі катастрофи. Адміністрація президента США звинуватила режим Каддафі в підтримці тероризму.
У 2001 році земельний суд Берліна поклав відповідальність за вибух американського літака в небі над Локербі на лівійські спецслужби. Їх звинуватили також в організації теракту на дискотеці в Західному Берліні в 1986 році і вибуху французького літака в Африці в 1989 році.

### Санкції
Після відмови Каддафі видати підозрюваних в цій акції, проти Лівії був введений режим економічних санкцій. На питання кореспондента «The Washington Post» про підтримку Лівією терористичних угрупувань, Муаммар Каддафі наголосив:
|  | Я підтримував боротьбу за національне звільнення, а не терористичні рухи. Я підтримував Нельсона Манделу і Сема Нуйому, який став президентом Намібії. Я також підтримував Організацію Визволення Палестини (ОВП). Сьогодні цих людей приймають з шаною в Білому Домі. А мене як і раніше вважають терористом. Я не помилявся, коли підтримував Манделу і визвольні рухи. Якщо в ці країни повернеться колоніалізм, я знову стану підтримувати рухи за їх звільнення. |

### Скасування санкцій
Наприкінці літа 1998 ООН ухвалила рішення припинити дію санкцій проти Лівії у випадку, якщо керівництво країни погодиться видати двох терористів, суд над якими було обіцяно провести в Нідерландах. При цьому США загрожували, що вдадуться до тотального нафтового ембарго відносно Лівії, якщо Каддафі не видасть терористів.
У 2002 Каддафі визнав провину своєї країни за теракт над Локербі і пообіцяв виплатити компенсації родичам жертв. Виконуючи вимоги світової спільноти, Муаммар Каддафі одночасно намагався змінити імідж, що склався відносно Лівії як тоталітарної диктатури і притулку терористів. У червні 2003 на загальнонародному з'їзді керманич лівійської революції оголосив про новий курс країни на «народний капіталізм». Одночасно було заявлено про приватизацію нафтової і суміжних галузей промисловості.
За чотири місяці Лівія оголосила про припинення всіх розробок в області зброї масового ураження, тим самим відкривши шлях до подальшої нормалізації стосунків із Заходом. У грудні 2003 року Лівія заявила, що погодилася розкрити і завершити свої програми з розробки зброї масового знищення та відмови від тероризму. Після цього Каддафі поступово врегулював всі конфлікти між Лівією і західними країнами. З оголошенням про відмову від програми створення зброї масового ураження, стосунки Триполі і Вашингтона почали поліпшуватись. Лівія добросовісно відреагувала на судові справи, порушені проти неї в судах США за терористичні акти, що передували відмові від насильства. Позови про відшкодування вибухів у Локербі, вибуху дискотеки LaBelle та вибухів UTA 772 тривають. 23 квітня 2004 Вашингтон оголосив про часткове зняття економічних санкцій з Лівії. США прибрали Лівію з списку держав-спонсорів тероризму в червні 2006 року.

## Закони про очищення
У 1994 році Загальний народний конгрес схвалив введення в дію «законів про очищення», які передбачають покарання за крадіжку ампутацією кінцівок, а блуд і перелюбство — прочуханкою. Згідно лівійської конституції, гомосексуальні відносини караються тюремним ув'язненням на термін до п'яти років.

## Опозиція, перевороти і повстання
Протягом свого тривалого правління Каддафі доводилося захищати свою позицію від опозиції і спроб державного перевороту, що виходять як від військових, так і від населення в цілому. Він відреагував на ці загрози, з одного боку, підтримуючи ретельний баланс сил між силами в країні, а з іншого — жорсткими репресіями. Каддафі успішно врівноважував різні племена Лівії один проти одного, роздаючи свої послуги. Щоб запобігти військовий переворот, він навмисно послабив Лівійські збройні сили, регулярно змінюючи офіцерів, покладаючись натомість на лояльні елітні війська, такі як його Корпус вартових революції, бригада спецназу Хаміса і його особиста амазонська гвардія, хоча упор на політичну лояльність мав місце, в зрештою, послабив професіоналізм його особистих сил. Ця тенденція зробила країну вразливою для розбіжностей під час кризи, як це сталося на початку 2011 року.

## Громадянська війна 2011 року та падіння уряду Каддафі

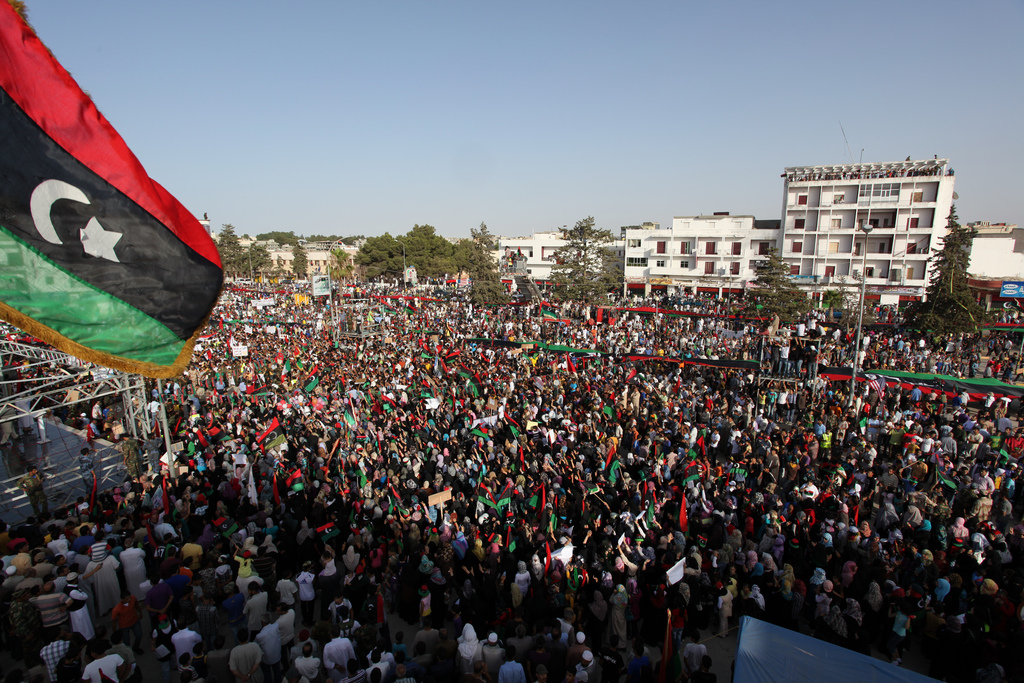
Демонстрації в місті Аль-Байда, 22 липня 2011

17 лютого 2011 року під впливом революцій в Тунісі та Єгипті в Лівії пройшов «День гніву» — масові антиурядові демонстрації, жорстоко придушуються поліцією. Цей день став початком масових заворушень, що переросли в громадянську війну між прихильниками і противниками режиму Каддафі.
27 лютого 2011 року в Бенгазі повстанцями був утворена Національна перехідна рада (ПНС), яка звернулася за військовою й дипломатичною підтримкою до країн НАТО.
На березень 2011 року масові повстання перейшли у стан громадянської війни, водночас з іншими подіями так званої «Арабської весни». 17 березня 2011 року ООН вирішила вдатися до серії заходів по захисту цивільного населення Лівії, в тому й заборонити польоти Каддафієвої авіації над Лівією.
20 жовтня 2011 року агенція Reuters із посиланням на представника Національної тимчасової ради, повідомила, що Муаммар Каддафі, якого захоплено в місті Сирт, помер від поранень, яких він мав декілька — в обидві ноги та голову. Місто Сирт було останнім оплотом прихильників Каддафі. Його захоплено раніше, в четвер, 19 жовтня.